# 紹厄斯山
紹厄斯山（英語：Mount Showers），是南極洲的山峰，位於帕爾默地東岸，處於麥克唐納角西南面21公里的孔多爾半島，在1974年由美國地質調查局繪入地圖，現時由南極條約體系管理。